# 喬普
喬普（羅馬化：Chop）是乌克兰西部外喀爾巴阡州烏日霍羅德區乔普市镇内的城市及该市镇的行政中心，2020年7月18日前为该州的州辖市。該市位於蒂薩河畔，距離州府烏日霍羅德22公里，毗鄰斯洛伐克和匈牙利的边境，始建於1281年，面積6.19平方公里，海拔高度102米，2022年人口数量为8,626人。

## 图集

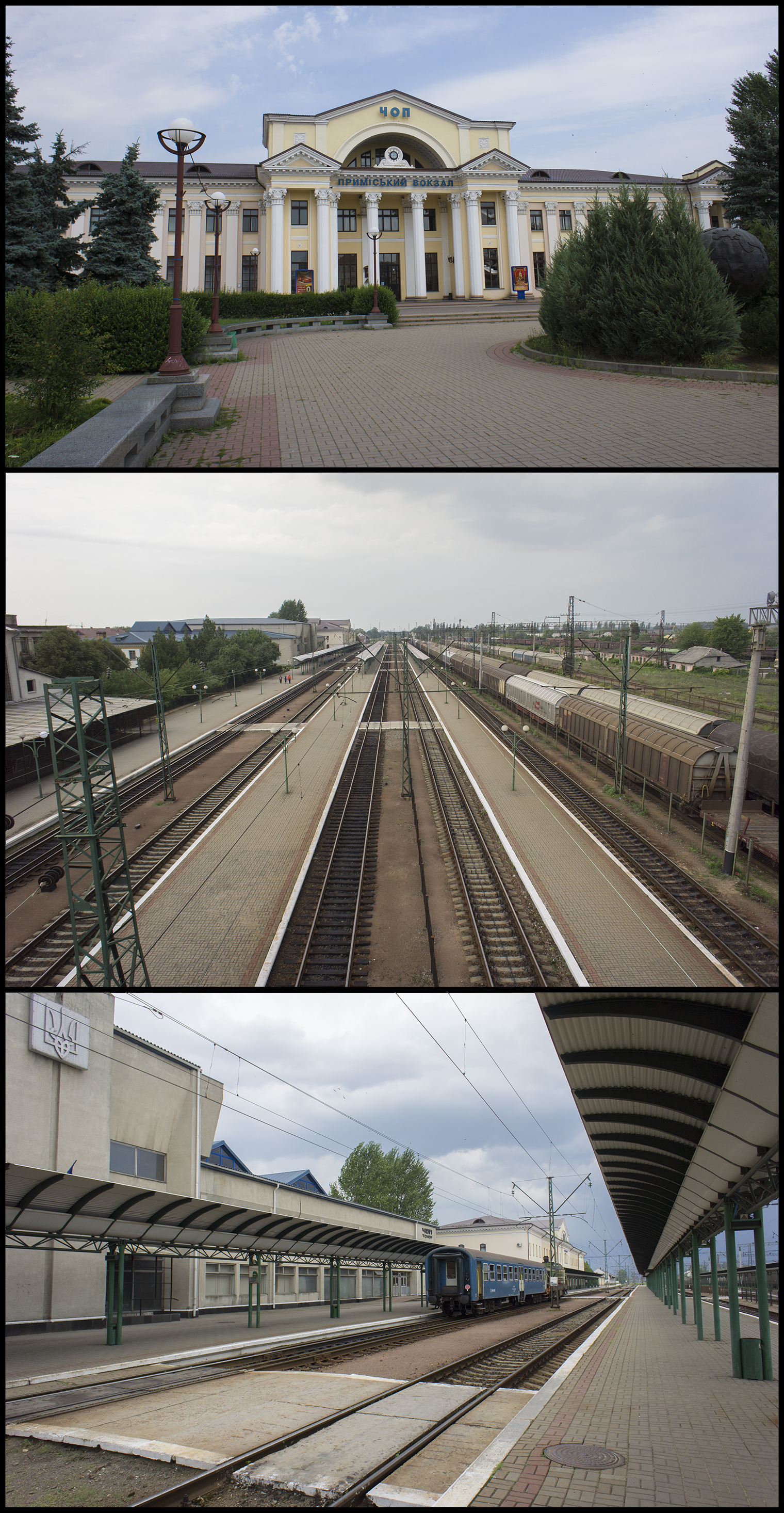
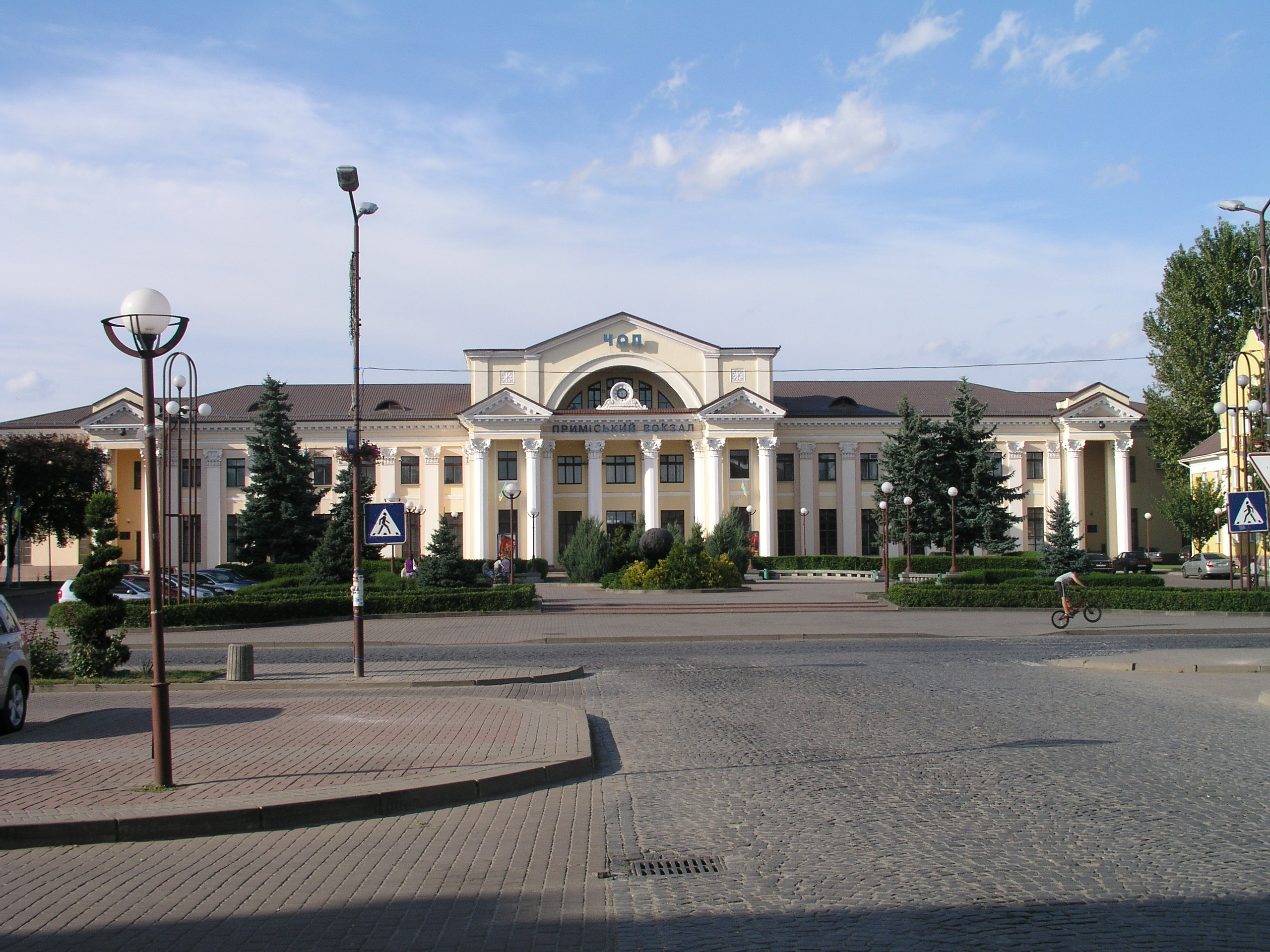
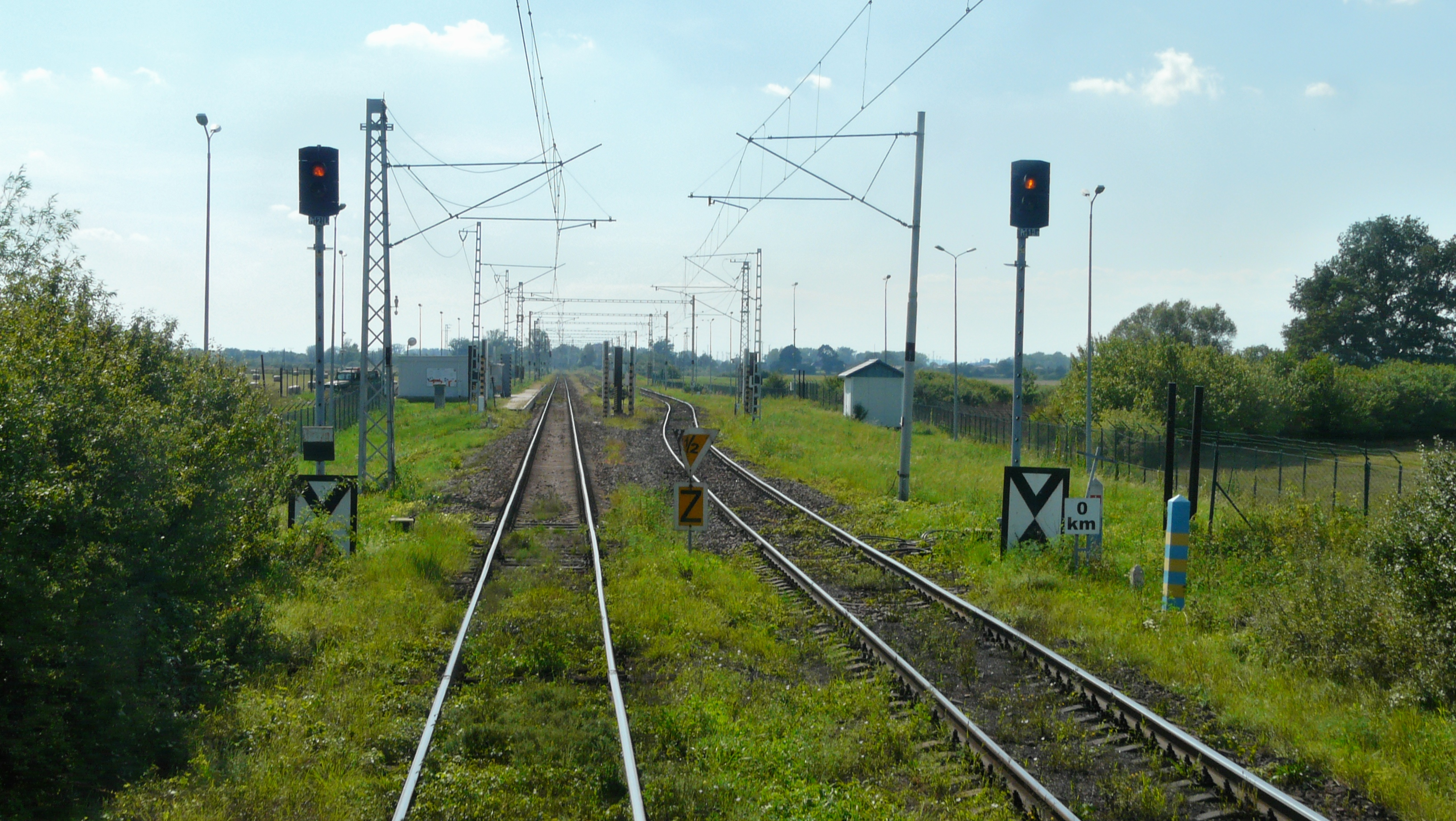
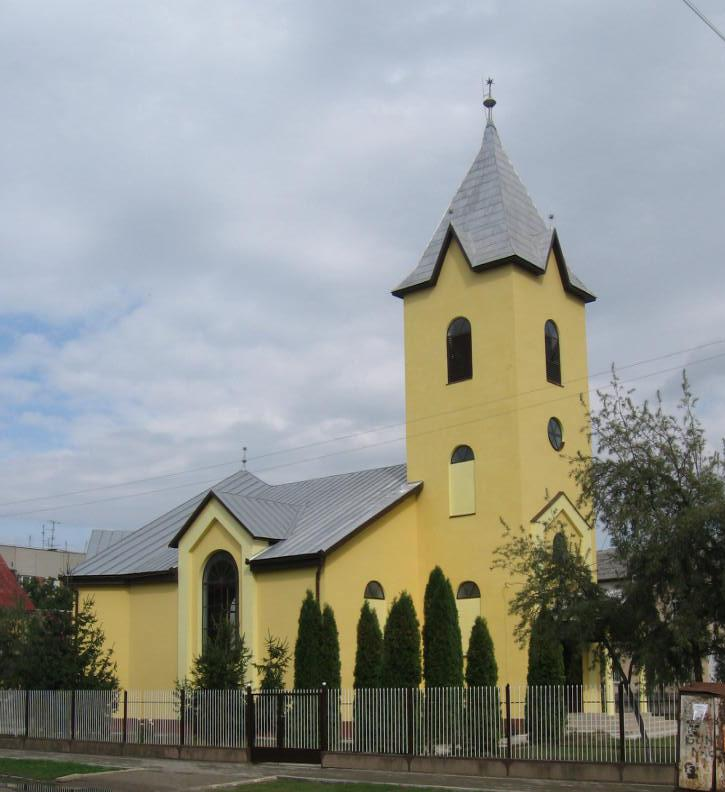
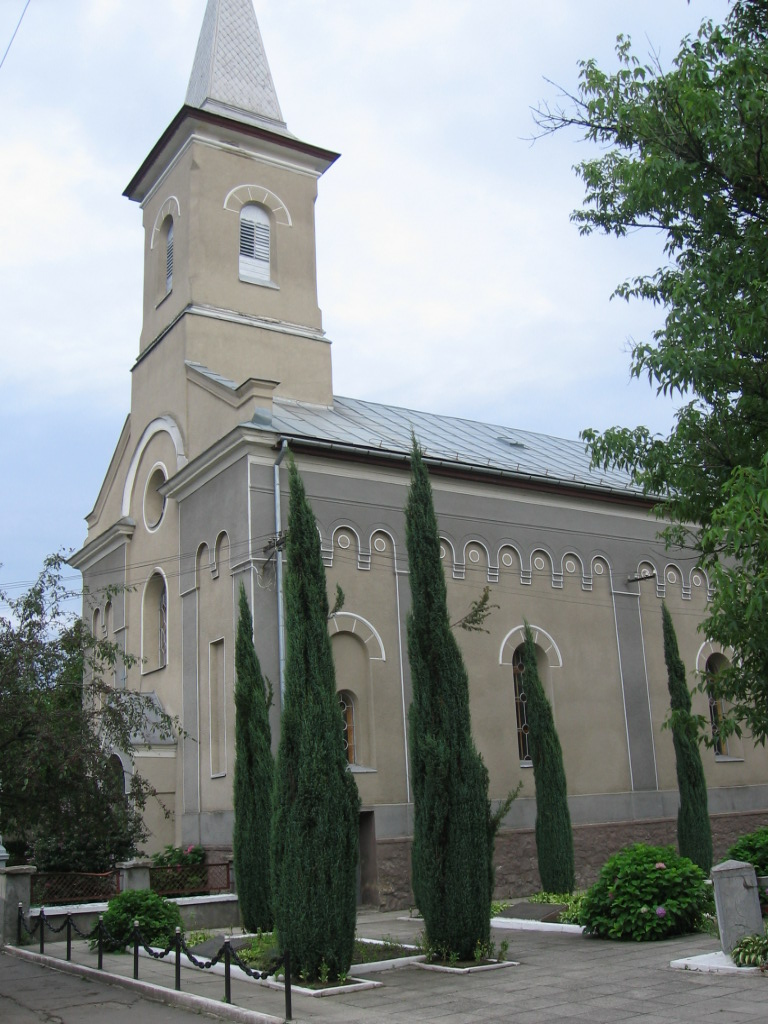

## 友好城市
- 匈牙利 扎霍尼
- 波蘭 小波蘭地區索科武夫
- 乌克兰 米洛韋（俄罗斯实际控制）
- 斯洛伐克 蒂薩河畔切爾納
- 匈牙利 比奇凱

## 來源
1. ↑  周定国 (编). . . 中国对外翻译出版公司. NLC 003756704.[]
2. ↑   (PDF).   [2023-01-04]. （原始内容存档 (PDF)于2022-08-10）.